# Episodi di 1994
La serie televisiva 1994, composta da 8 episodi, è trasmessa in prima visione assoluta in Italia da Sky Atlantic e Sky Cinema Uno, canali a pagamento della piattaforma satellitare Sky, dal 4 al 25 ottobre 2019.
| n° | Episodi    | Prima TV        |
| -- | ---------- | --------------- |
| 1  | Episodio 1 | 4 ottobre 2019  |
| 2  | Episodio 2 | 4 ottobre 2019  |
| 3  | Episodio 3 | 11 ottobre 2019 |
| 4  | Episodio 4 | 11 ottobre 2019 |
| 5  | Episodio 5 | 18 ottobre 2019 |
| 6  | Episodio 6 | 18 ottobre 2019 |
| 7  | Episodio 7 | 25 ottobre 2019 |
| 8  | Episodio 8 | 25 ottobre 2019 |

## Episodio 1
- Diretto da: Giuseppe Gagliardi
- Scritto da: Alessandro Fabbri Ludovica Rampoldi Stefano Sardo

### Trama
23 marzo 1994. A pochi giorni dalle elezioni politiche a Braccio di ferro di Enrico Mentana su Canale 5 va in scena il dibattito tra Berlusconi e Achille Occhetto, candidato dell'Alleanza dei Progressisti. Intanto Luciano Violante si è dimesso da Presidente della Commissione Antimafia e gli agenti della DIGOS si sono presentati nella sede romana di Forza Italia acquisendo la lista dei candidati e degli iscritti.
Leonardo Notte, sopravvissuto alla sparatoria di alcuni mesi prima, è tornato al proprio ruolo di spin doctor di Berlusconi e pregusta la vittoria del centrodestra, certificata dagli ultimi sondaggi riservati. Tuttavia, porta ancora i segni della scampata morte ed è tormentato da incubi che gli ricordano i lati oscuri del suo passato. Leonardo ha infatti deciso di proteggere Arianna, riferendo alla polizia di non conoscere l'identità dello sparatore. Marcello Dell'Utri lo avverte che l'Unità dell'indomani uscirà con un servizio sulla sparatoria di cui è stato vittima, accusando Berlusconi di legami con la criminalità organizzata. Per evitare la pubblicazione dell'articolo alla vigilia del voto, Leonardo dovrà rivedere la propria testimonianza e comunicare alla polizia il nome del responsabile, fugando così ogni dubbio sulla vera natura dell'attacco e sollevando da ogni responsabilità Berlusconi. Leonardo però intende tenere fede all'accordo stipulato con Arianna, garantendo a Dell'Utri che troverà il modo di evitare ugualmente l'uscita del servizio.
Prova quindi a convincere Beppe, l'amico d'infanzia in odore di essere eletto in Parlamento nelle file del PDS, a non far uscire l'articolo e riferisce di aver registrato il loro colloquio dell'anno precedente, quando Beppe gli confessava che anche il suo partito aveva ricevuto tangenti. Dopo essere svenuto e aver sognato Berlusconi invitarlo a restare in vita per combattere insieme la loro battaglia, Leonardo minaccia il giornalista de l'Unità Montebello. In questo modo Berlusconi potrà andare incontro alla vittoria e Arianna sarà salva. Leonardo, a cui Berlusconi aveva proposto di essere il ministro delle telecomunicazioni del suo futuro governo, vuole invece un ruolo ancora più vicino al presidente, defilato e nascosto, che gli consenta di operare nell'ombra ed essere lui a scegliere i ministri.

## Episodio 2
- Diretto da: Giuseppe Gagliardi
- Scritto da:Alessandro Fabbri Ludovica Rampoldi Stefano Sardo

### Trama
19 dicembre 1993. Veronica Castello, uscendo dal Jolly Hotel per fumare una sigaretta, trova Leonardo ferito per terra e chiama un'ambulanza.
28 marzo 1994. Il centrodestra ha vinto le elezioni, conquistando la maggioranza sia alla Camera che al Senato. Per celebrare la vittoria Berlusconi organizza una festa, aperta ai collaboratori e ad alcuni futuri parlamentari, tra i quali la neoeletta deputata Veronica Castello. Appena entrata alla Camera, Veronica è subito incaricata da Leonardo di "convincere" tre colleghi della Lega Nord a passare con Forza Italia oppure entrare nel Gruppo misto; la Castello si rifiuta però di passare la notte con il deputato leghista Rovati e se la prende con Notte. La strategia di Berlusconi è indebolire il partito di Umberto Bossi, uscito rafforzato dal voto grazie alla legge elettorale, e tirare la volata a Forza Italia in vista delle imminenti elezioni europee. Veronica non se la sente di assolvere questo compito, sperando di aprire un nuovo capitolo della sua vita e affrancarsi dal passato di escort.
Pietro avvicina Veronica nei corridoi del Transatlantico, accusandola del tentativo di corrompere i suoi colleghi leghisti, e le rinfaccia che resterà per sempre una escort. Veronica si rifugia in bagno, dove fa la conoscenza di Giovanna Melandri, deputata del PDS che sta lavorando a un disegno di legge contro la violenza sessuale. Melandri, dopo un'iniziale incertezza, presenta Veronica alle colleghe di partito Anna Finocchiaro e Sesa Amici che stanno lavorando alla legge. Veronica decide di sottoscriverla, coinvolgendo alcune esponenti di Forza Italia e Alleanza Nazionale, tra le quali Stefania Prestigiacomo e Alessandra Mussolini, così da trasformarla in una legge bipartisan di tutte le donne. Leonardo le fa capire che per essere ricandidata dovrà "distinguersi". Quando però nessun gruppo parlamentare intende calendarizzare la legge, Veronica in ascensore prova a convincere la neopresidente della Camera Irene Pivetti a dare il suo appoggio al provvedimento.
La Pivetti si rivela però ostile a Veronica, non nascondendo l'imbarazzo nel trovarsi di fronte a una ex escort che ha infangato l'immagine della donna. Non scoraggiandosi, Veronica convince tre deputate leghiste a controfirmare la legge e al tempo stesso, facendo leva sulla contrarietà del loro partito a un provvedimento sacrosanto, ad abbandonare la Lega per aderire al Gruppo misto. Berlusconi fa i complimenti alla Castello e il capogruppo di FI, grazie all'intercessione di Notte, inserisce la legge in calendario. Veronica chiede all'ex soubrette Simona Merenda di farle da portaborse e va a casa di Leonardo per "ringraziarlo".

## Episodio 3
- Diretto da: Giuseppe Gagliardi
- Scritto da: Alessandro Fabbri Ludovica Rampoldi Stefano Sardo

### Trama
Pietro Bosco vuole sapere dal padre Dino che fine hanno fatto i 200 000 000 di lire con i quali doveva pagare il pericoloso strozzino Giuseppe Izzo. Dino afferma di averli dati agli operai della sua piccola impresa edile, costretti da parecchio tempo a tirare la cinghia.
25 marzo, tre giorni prima delle elezioni. Pietro affronta il candidato rivale del collegio di Gallarate in un dibattito su una televisione locale, rilanciando la necessità del federalismo fiscale contro gli sperperi del Sud e prendendo Dino come esempio di lavoratore indefesso. Il suo avversario risponde che tra il pubblico è presente un operaio dell'azienda del padre, il quale testimonia che Dino non paga i suoi dipendenti da un anno. Appurato dietro le quinte che Dino ha bruciato i soldi nel gioco d'azzardo, Pietro torna in onda e prende le distanze dal genitore, dipingendolo però come martire di uno Stato che impedisce ai sessantenni di andare in pensione. Recuperato il consenso del pubblico, Pietro dice sottovoce al padre di non volerlo mai più vedere.
13 maggio. Pietro è nominato sottosegretario agli Interni. Umberto Bossi lo ha voluto in quel ruolo per tenere sotto controllo il ministro Roberto Maroni, temendo che possa cedere alle lusinghe di Berlusconi come hanno già fatto alcuni parlamentari. Tra Pietro e Maroni nasce un'immediata affinità, legata alle comuni origini di uomini semplici che sono stati capaci di arrivare in alto. Maroni gli confida di voler lasciare un segno ed essere ricordato per aver combattuto veramente la mafia.
13 giugno. Le elezioni europee vengono nettamente vinte da Forza Italia con il 30,1%, mentre la Lega scende al 6,6%. Bossi è preoccupato per il forte calo registrato al Nord, segnale che Berlusconi sta erodendo consensi al Carroccio. Bosisio, capo segreteria degli Interni, comunica a Pietro che un tale Sebastiano Rampini, arrestato per possesso di cocaina, ha fatto il suo nome. Pietro afferma di ignorarlo, nonostante abbia scoperto che si tratti del vero nome della escort Linda. Maroni è invitato da Berlusconi ad Arcore e vuole che Pietro lo accompagni. Bossi, non informato da Maroni di quest'incontro, vuole che Pietro accetti di andare con lui per tenerlo d'occhio e riferirgli l'eventuale cedimento a Berlusconi.
28 giugno. Al pranzo di Arcore è presente anche Leonardo Notte che svela la strategia di Berlusconi, intenzionato a fermare la procura di Milano e il pool di Mani Pulite, ristabilendo la centralità della politica e ponendo fine al giustizialismo di Tangentopoli. Pietro fiuta la volontà di Berlusconi di proteggere i propri interessi, a cominciare da Mondadori, finita nel mirino di Antonio Di Pietro per una presunta tangente. Conoscendo la passione milanista di Maroni e Pietro, Berlusconi mostra loro la Champions League appena vinta dal Milan contro il Barcellona e li omaggia di magliette personalizzate per poi guardare tutti insieme Italia-Messico 1-1 dei Mondiali. Pietro riferisce a Bossi che Maroni non ha ceduto di un millimetro alle lusinghe di Berlusconi, benché in realtà gli sia sembrato il contrario.
9 luglio. Pietro convoca Bosisio per far rilasciare Linda. Gaetano Nobile avverte Pietro che presto la Lega dovrà scegliere se schierarsi dalla parte di Berlusconi o di Mani Pulite, paventando il rischio che Bossi possa far cadere il governo e crearne uno istituzionale contro il Cavaliere. Durante Italia-Spagna 2-1 dei quarti di finale Maroni è informato che Berlusconi intende approvare immediatamente un decreto firmato dal ministro della Giustizia Biondi mettendosi contro Di Pietro.
13 luglio. Mentre l'Italia è ferma per la semifinale contro la Bulgaria, il Consiglio dei Ministri è riunito per discutere il controverso "decreto Biondi". Nell'anticamera del Consiglio Pietro si scontra con Leonardo, accusando Berlusconi di voler affossare Di Pietro per averlo affrontato. Leonardo replica che la Lega dovrà sostenere la riforma della giustizia per ottenere un giorno il federalismo, assecondando l'elementare principio del compromesso politico. Colti di sorpresa, i ministri leghisti sono costretti ad approvare il decreto per tenere in piedi il governo. Nei giorni seguenti parecchi arrestati, tra cui l'ex ministro della Sanità Francesco De Lorenzo, escono di prigione e nel Paese si scatenano le proteste contro il governo e a sostegno di Di Pietro.
16 luglio. Maroni chiede la bocciatura del decreto in Parlamento, altrimenti non resterà a fare il ministro dell'Interno. Durante un acceso dibattito parlamentare, Pietro è raggiunto dalla notizia che il padre Dino è stato ucciso da Giuseppe Izzo, tornato libero a causa del decreto Biondi. Pietro fa arrestare nuovamente Izzo e, terminato il funerale del padre, incontra Linda a cui confida di sentirsi in colpa per aver allontanato il genitore della sua vita. Mentre sta liberando gli armadi della casa di famiglia, Pietro scopre che il padre aveva conservato ritagli di giornale sulla sua carriera politica. Pietro telefona a Nobile per annunciargli la sua intenzione di sostenere la caduta del governo.

## Episodio 4
- Diretto da:  Claudio Noce
- Scritto da: Alessandro Fabbri Ludovica Rampoldi Stefano Sardo

### Trama
7 maggio. Berlusconi incontra Di Pietro per convincerlo a deporre le armi e lavorare insieme al cambiamento dell'Italia. Il Cavaliere gli propone di diventare ministro degli Interni, con il duplice obiettivo di tenerlo a bada e accontentare il presidente della Repubblica Scalfaro, contrario a un leghista come Maroni al Viminale. Di Pietro rifiuta sdegnato, avvertendo Berlusconi che lo ha reso ancora più determinato a travolgerlo.
14 luglio. Di Pietro legge un comunicato in cui il pool di Mani Pulite dichiara di aver chiesto al procuratore della Repubblica l'assegnazione ad altro incarico, così da evitare di mettersi contro una legge dello Stato pur deprecabile come il "decreto Biondi".
17 luglio. Dopo aver assistito alla sconfitta dell'Italia nella finale mondiale contro il Brasile, Di Pietro viene informato che il governo ritirerà il decreto. Dario Scaglia è convocato dal padre Donato, ex colonnello della Guardia di Finanza, che gli annuncia di essere prossimo alla morte per una malattia terminale. Il fratello minore di Dario, impiegato al G.I.C.O., gli consegna un incartamento sugli scheletri nell'armadio di Di Pietro. Il pool di Mani Pulite si sta occupando delle tangenti pagate al colonnello Pancaldi, il quale avrebbe ricevuto la 54ª e ultima mazzetta dalla Mondadori. Dario consegna il dossier del G.I.C.O. a Di Pietro, mettendolo al corrente delle indagini aperte su di lui. Il magistrato vuole essere sicuro di potersi fidare di Dario, incaricandolo di occuparsi dei pesci più piccoli e lasciare a lui Berlusconi. Dopo aver interrogato un ex sottoposto di suo padre, tale Morini, Dario viene messo nel mirino da Leonardo che organizza una cena a quattro a Milano con Veronica e sua sorella Giulia, fidanzata dello stesso Dario. Quest'ultimo abbandona stizzito la cena quando Leonardo gli offre un posto dentro Fininvest, alludendo alla presunta superiorità morale di Mani Pulite.
Nonostante le condizioni del padre, Dario registra una loro conversazione in cui il genitore ammette di aver intascato la tangente di Morini e altri reati di corruzione. Dario chiede a Di Pietro di redigere lui l'ordine d'arresto per il padre, comminandogli i domiciliari considerando il suo stato di salute. Leonardo è interrogato da Di Pietro a proposito di Matteo Guarnieri, dipendente di Fininvest, che l'8 giugno si è recato a Palazzo Chigi per conferire con Berlusconi sulla tangente Mondadori. Pur avendo l'ufficio accanto a quello del presidente del Consiglio, Leonardo afferma di non aver assistito a tale incontro e di non conoscere Guarnieri personalmente. Leonardo si dice deluso per l'atteggiamento di Di Pietro, avendo lui stesso caldeggiato la sua ipotetica nomina a ministro. Prima di lasciarsi, Di Pietro avverte Leonardo che riuscirà a dimostrare l'esistenza dell'incontro. Scaglia subisce gli improperi del padre per averlo fatto arrestare, sentendosi dire che con la sua finta onestà è persino peggiore di lui. Dario decide di vivere più serenamente il suo amore con Giulia e la bacia davanti alla Procura.

## Episodio 5
- Diretto da: Giuseppe Gagliardi
- Scritto da: Alessandro Fabbri Ludovica Rampoldi Stefano Sardo

### Trama
25 agosto. Berlusconi ospita Bossi nella residenza estiva di Villa Certosa per verificare se il governo può andare avanti. Il segretario della Lega Nord arriva accompagnato da Pietro, mentre Berlusconi è in compagnia di Leonardo e del parlamentare di Forza Italia Paolo Pellegrini. Leonardo è preoccupato per le indagini condotte da Di Pietro, temendo di finire nuovamente in carcere, e comincia a pentirsi di non aver voluto un seggio in Parlamento che gli avrebbe garantito l'immunità. I suoi timori sono confermati alla vista di Pietro, sicuramente maldisposto nei confronti di Berlusconi dopo che il "decreto Biondi" ha causato la morte del padre. Per questa ragione Leonardo chiede a Veronica di venire, così da distrarre Pietro e ammansire Bossi. L'atmosfera del pranzo è effettivamente molto tesa, con Pietro che attacca Berlusconi sulla riforma delle pensioni, indigesta alla Lega, e imbecca Bossi sulla necessità di leggi per l'antitrust e il conflitto d'interessi. Berlusconi rilancia con la riforma costituzionale del premierato, contando sul fatto che il nuovo assetto istituzionale condurrà al federalismo tanto caro a Bossi, assicurando la sopravvivenza al governo per i tempi tecnici della modifica alla Costituzione. Leonardo avanza l'idea di un unico partito del centrodestra, con Berlusconi disponibile a lasciare a Bossi le redini della coalizione. Il segretario leghista è tutt'altro che convinto, facendo chiaramente capire al presidente del Consiglio che ritiene la proposta una fregatura. Veronica giunge in elicottero, salutando Berlusconi e gli altri ospiti.
Berlusconi suggerisce a Bossi di rinviare ogni discussione al termine delle ferie estive, trascorrendo la giornata in barca. Pellegrini si butta in mare da una scogliera, impattando contro le rocce e morendo affogato. Nessuno però se ne accorge, in quanto nello stesso momento Veronica è punta da una medusa e Pietro la soccorre a riva. Berlusconi e Bossi incrociano l'imbarcazione di Cesare Previti, dove il segretario della Lega non sente disagio nel togliere la camicia e restare in canotta bianca. Leonardo suggerisce a Berlusconi di far saltare il governo, andare a elezioni anticipate e vincere senza la scomoda alleanza con Bossi. Pietro e Veronica, rimasti a Villa Certosa, hanno un rapporto sessuale dopo che inizialmente la donna aveva respinto un suo assalto violento. Rientrati dalla cena con Previti, Berlusconi e Bossi sono accolti da una festa in cui il Cavaliere omaggia l'alleato di un disco da lui inciso quando aveva vent'anni e si faceva chiamare Donato. Leonardo va sulla spiaggia, dove trova il cadavere di Pellegrini galleggiare in acqua. Leonardo chiede a Rachele, l'assistente di Berlusconi, di aspettare che Bossi sia andato via prima di comunicargli la morte di Pellegrini.
All'alba Leonardo chiede a Veronica di sposarlo, ignorando che la donna ha trascorso la notte in compagnia di Pietro. Bossi si accomiata da Berlusconi, deciso a tenere in piedi il governo. Mentre Leonardo chiede a Berlusconi di essere il suo testimone di nozze, Veronica mette alla porta Pietro, asserendo che il sesso di quella notte è stato il suo addio al nubilato. Berlusconi è informato della morte di Pellegrini, con Leonardo che otterrà il suo seggio in Parlamento.

## Episodio 6
- Diretto da:  Claudio Noce
- Scritto da: Alessandro Fabbri Ludovica Rampoldi Stefano Sardo

### Trama
19 novembre. Leonardo si sta preparando ad affrontare le elezioni suppletive per ottenere il seggio parlamentare del defunto Pellegrini. Quando Berlusconi gli comunica che la probabile data del voto sarà il 22 gennaio, Leonardo teme di non fare in tempo a scampare alla magistratura. Nel frattempo, il ministro della Giustizia Biondi ha inviato gli ispettori alla Procura di Milano per indagare l'abnorme utilizzo da parte del team di Mani Pulite delle misure cautelari.
20 novembre. Napoli ospita il summit dell'ONU sulla criminalità organizzata. Le delegazioni dei Paesi partecipanti alloggiano all'Hotel Excelsior, dove la moglie del ministro svedese decide di uscire dall'albergo per visitare la città. Lily rimane vittima di una rapina e le vengono sottratti degli orecchini a cui è molto affezionata. Leonardo è incaricato di mettere a tacere la faccenda, evitando di gettare fango sull'Italia proprio mentre si sta celebrando un evento che promuove la legalità. La donna gli concede tre ore di tempo per ritrovare gli orecchini, altrimenti parlerà con la polizia e la stampa. Veronica confida alla sua portaborse Simona Merenda di essere incinta di 13 settimane, non sapendo se il figlio è di Leonardo oppure di Pietro. Quest'ultimo partecipa a un pranzo a casa di Gaetano Nobile, dove è presente anche Massimo D'Alema: lo strano trio inizia a tratteggiare gli scenari successivi alla probabile caduta del governo, sempre in balia della bizze di Umberto Bossi che non ha ancora deciso se schierarsi con Berlusconi o con Di Pietro. Seduti allo stesso tavolo alla cena di gala, Pietro consiglia a Maroni di stare con Berlusconi, evitando avveniristiche alleanze con i democristiani e i comunisti. Pietro giura fedeltà a Maroni, dando la propria disponibilità a seguirlo in caso decidesse di uscire dalla Lega. Leonardo tratta con la camorra la restituzione degli orecchini in cambio di 10 milioni di lire in contanti. Riottenuti i monili, Leonardo cade in una retata della polizia che lo mette in stato di fermo, convinta che sia in combutta con i malviventi. Facendo leva sul suo ruolo istituzionale, pur non figurando nei ranghi di governo, Leonardo chiede al comandante Scilla di poter telefonare a Rachele ed essere messo in contatto con Berlusconi; questa però passa il telefono a Pietro, alzatosi da tavola per prendere una birra a Maroni, il quale per vendetta lo fa arrestare. Rilasciato a seguito dell'intervento di Berlusconi, Leonardo restituisce gli orecchini alla moglie del ministro svedese. Dopo profonde riflessioni, Maroni afferma di non essere pronto ad abbandonare Bossi, cui lo legano quindici anni di militanza. Pietro fa il doppio gioco, telefonando a Bossi per avvertirlo che Maroni lo sta per tradire con Berlusconi. Congedati gli ispettori ministeriali, Di Pietro e il suo team passano al setaccio le prove sequestrate a Matteo Guarnieri nella sua villa al mare: Scaglia trova un pass per Palazzo Chigi datato 8 giugno dentro un libro.
21 novembre. Il superprocuratore Francesco Saverio Borrelli autorizza l'invito a comparire nei confronti di Berlusconi per concorso in corruzione: avrebbe versato 230 milioni di lire come tangente ad alcuni finanzieri al fine di evitare verifiche fiscali sulle sue aziende (il Cavaliere verrà riconosciuto innocente con sentenza definitiva del 10 ottobre 2001). Giulia Castello, alla ricerca di notizie dentro la Procura, raccoglie l'atto di notifica a Berlusconi, caduto dal carrello di un inserviente. Berlusconi viene raggiunto dalla notizia durante il concerto di Luciano Pavarotti al summit ONU. Il presidente del Consiglio è furioso per le accuse dei magistrati, auspicando che non si venga a sapere mentre il summit è ancora in corso. Giulia comunica a Paolo Mieli, direttore del Corriere della Sera, di aver saputo dell'invito a comparire per Berlusconi. Mieli vuole che l'articolo esca in prima pagina, però Giulia dovrà rivelare la sua fonte dentro la Procura in vista dell'inevitabile chiamata in tribunale da parte di Palazzo Chigi. Non volendo compromettere il suo rapporto con Scaglia, Giulia accetta che sia un collega a ereditare il suo scoop. Pietro apprende che Bossi ha deciso di incontrare D'Alema.
22 novembre. Tutti i delegati del summit ONU leggono il Corriere della Sera, dove spicca in prima pagina il titolo Milano, indagato Berlusconi. Il presidente del Consiglio registra un video in cui attacca duramente i magistrati, invocando il sostegno del presidente della Repubblica, ben sapendo che Scalfaro non lo ha mai sopportato. Berlusconi accusa Leonardo di aver spifferato qualcosa a Di Pietro, scatenandone la rabbia per aver messo in discussione la sua fedeltà. Mentre la Procura di Milano emette un mandato d'arresto nei confronti di Leonardo, Pietro ha saputo dove si trova Izzo ed è pronto a vendicarsi.

## Episodio 7
- Diretto da: Claudio Noce
- Scritto da: Alessandro Fabbri Ludovica Rampoldi Stefano Sardo

6 dicembre. Durante un'udienza del Processo Enimont, Di Pietro, si toglie la toga da PM davanti a tutti. Ha saputo che sta per arrivare una nuova ispezione, ed onde evitare che alcune “leggerezze passate” possano andare a inficiare l'ottimo lavoro svolto finora, presenta le sue dimissioni. Dopo un iniziale rifiuto, queste vengono accettate da Borrelli. Dario Scaglia è profondamente deluso: lui ci credeva veramente, ma ora è tempo di svegliarsi e di accettare il fatto che anche Di Pietro è umano. Come spesso accade nella vita, le vittorie nascondono anche delle sconfitte, e non c’è dolce che tenga, alla fine in bocca rimane un retrogusto amaro. In un repentino cambio di idee, Dario chiama Giulia e le dice di voler andare al matrimonio della sorella di lei, Veronica.
20 dicembre. Pietro Bosco giunge a casa di Pino Izzo: la situazione però gli sfugge di mano e alla fine ammazza letteralmente di botte l'usuraio che tormentava suo padre. Un ragazzino vede tutto e il sottosegretario sparisce nel nulla. Diviene così da deputato a latitante in un batter di ciglio.
21 dicembre. Nell'antica e sontuosa villa dove deve svolgersi il matrimonio tra Leonardo e Veronica, Simona Merenda accoglie gli ospiti e dà le ultime istruzioni al personale, mentre Veronica, incinta di qualche mese, con un tempismo a dir poco incredibile confessa a Leonardo di non volersi più sposare. Lui, in forma gelida, acconsente, sostenendo che non c’è nessun problema, ma durante la cena fa un discorso da vero pubblicitario, facendo commuovere gli invitati. Anche Veronica piange: dopo un discorso del genere, Leonardo le suggerisce nel suo orecchio un altro discorso da fare per impedire le nozze.
Il meteo ci mette lo zampino: a causa di un violento temporale salta l'elettricità, e la villa è completamente isolata. Dario consegna a Leonardo il mandato d’arresto stampato qualche giorno prima. Scaglia, però, confessa di non aver mai inoltrato l'avviso al giudice, e fa passare il gesto come suo regalo di matrimonio. Leo, tira un sospiro di sollievo, e gli chiede di fargli da testimone, perché “lui” (cioè il Cavaliere) non gli ha più fatto sapere niente. Dario, disilluso al punto da rinunciare ai suoi ideali, stringe la mano al futuro sposo: è l'inizio di un sodalizio, di un'amicizia. In contrapposizione giunge al termine però la sua storia con Giulia, la quale, dopo aver scoperto che Dario ha deciso di lasciare la Procura perché restarci, dopo l'addio di Di Pietro non ha più senso, si inalbera non poco: la giornalista aveva rinunciato da tempo allo scoop della vita per proteggerlo.
Mentre Leo scrive a Veronica una lettera-confessione, il suo cellulare squilla: è Silvio Berlusconi, che, in piena crisi di governo, si è dimenticato del lieto evento. Il Cavaliere ammette la sconfitta, quantomeno quella temporanea: si dimetterà.
Nel frattempo, un individuo dal volto coperto fa irruzione in camera di Veronica: è Pietro Bosco. Profondamente scosso, vuole sapere se tra lui e Veronica c’è mai stato qualcosa di vero. Lei, scaltra quanto il suo futuro sposo, gli risponde che sì, quello che c’è stato tra loro era reale, e lui a quel punto le propone di scappare insieme. L'improvviso arrivo di Leonardo, che ha saputo che Bosco è ricercato per omicidio, fa precipitare le cose. Pietro, pistola in mano, prende in ostaggio i futuri sposi. Attraversato un bosco, fa fermare un automobilista e gli ruba la macchina. Fa guidare Leonardo, al quale comanda di andare più veloce e alla fine viene evitano il frontale scontro con un camion per pura fortuna.
Mentre Veronica disarma il suo ex arriva una volante dei carabinieri, ma Leonardo, sempre da vero pubblicitario, si inventa una storia abbastanza credibile da far risalire i due agenti sulla loro vettura. Alla fine, Pietro viene portato a destinazione: il porto. Ad attenderlo c’è una nave diretta chissà dove. Prima di andarsene, Pietro vuole sapere se il figlio che Veronica ha in grembo è suo. Lei risponde di no. Alla partenza, la donna gli intima di non cercarla più.
Partito Pietro, Leo consegna alla sua dolce metà la lettera che ha scritto durante il black-out. Lì, nero su bianco, c’è la verità su di lui. Veronica però la missiva decide di non leggerla, la fa a pezzi e la getta in mare. Le basta ciò che ha vissuto nelle ultime ore, ciò a cui ha assistito. La sua scelta l'ha già fatta.
22 dicembre. Berlusconi si è dimesso e il governo è caduto. Poco male: ora Silvio potrà fare da testimone a Notte, infatti arriva in elicottero. Infine, fermi all'ingresso della chiesa, Leonardo e Veronica si scambiano uno sguardo complice.

## Episodio 8
- Diretto da:  Claudio Noce
- Scritto da: Alessandro Fabbri Ludovica Rampoldi Stefano Sardo

Londra, 7 novembre 2011. Sono passati 17 anni e Leonardo Notte vive nella capitale britannica non insieme a Veronica bensì insieme a una giovane e avvenente nuova fidanzata, Cherry. È intervistato da un giornalista piuttosto agguerrito che vuole sapere la verità sullo scandalo relativo alla sua compagnia di aerei privati. Secondo un blog che si chiama “Guarda caso”, ci sarebbero in ballo 70 milioni di passivo. Uno scoop che è un bastone tra le ruote di proporzioni a dir poco gigantesche.
Leonardo risponde col suo solito fare accomodante anche quando gli viene chiesto di Berlusconi, in pieno scandalo anche lui tra Bunga Bunga e spread alle stelle, affermando che non lo vede da molto. Sotto sotto, però, è preoccupato, come confessa, in aereo, durante il volo per Roma a Dario Scaglia, divenuto suo direttore finanziario.
Leonardo a Palazzo Chigi tenta di convincere Berlusconi a prestargli 30 milioni di euro, giusto il necessario per tenere calme le banche, ma Silvio, di nuovo nell'occhio del ciclone a causa della magistratura e costretto a sborsare 560 milioni di euro per il lodo Mondadori, ha le mani legate ed è sempre più solo. L'ex pubblicitario tenta di spronarlo, di convincerlo a non mollare, poiché è solo un bluff dell'Europa per mandarlo via.
12 novembre ore 8.01. Pietro ha scontato in questi anni la pena per omicidio e gli è stata concessa la semilibertà. Decisamente invecchiato e sfatto con tanto di mustacchio incolto e capello lungo e crespo raccolto in un codino scomposto, Pietro è senza dubbio quello a cui è andata peggio. Grazie al vecchio e fidato Bortolotti, che gli presta la macchina, e va alla partita del figlio.
Ore 9.48. Veronica, che ha un figlio di sedici anni, Tommaso, speranzoso di affermarsi come calciatore, complice la persuasione di Gaetano Nobile ha cambiato casacca abbandonando Berlusconi del quale è stata ministro nel suo ultimo governo. Ha scoperto da Simona Merenda che una ragazza presente a una delle serate del Bunga Bunga ha intenzione di rivelare alla stampa che anche lei aveva preso parte a quelle "cene eleganti".
Ore 12.25. Al campo Bosco vede il figlio dare un pugno a un compagno di squadra dopo un rigore sbagliato e non può fare a meno di sorridere: è proprio sangue del suo sangue, e rabbia della sua rabbia. Nel post partita assistiamo all'incontro tra i due: dall'accento di Pietro, Tommaso pensa di trovarsi di fronte a uno scout dell'Atalanta, così accetta di buon grado un passaggio in macchina, nella speranza di fargli una buona impressione.
Al suo ultimo Consiglio dei Ministri, Berlusconi sposa le idee del suo ex consigliere e fixer, ma tutti gli danno contro: Tremonti, Maroni, ed anche la traditrice Castello, sempre più in combutta con Nobile.
Il passato sembra continuare a non volerne sapere di lasciarla in pace: Veronica dopo il CdM incontra Leo, col quale comunque sembra non esserci rancore.
Ore 13.44. Pietro accompagna Tommaso all'appuntamento con Leonardo fuori da Palazzo Chigi e lo saluta senza avere il coraggio di dirgli chi è veramente. A parte un breve scambio di battute, Leonardo quasi non interagisce con Tommaso, anche se è stato cresciuto come suo figlio, in realtà non lo è. La distanza tra i due è molto evidente e litigano per i continui impegni di Leonardo. Tommaso così se ne va risalendo più avanti sull'auto di Bosco.
Ore 16.58. Veronica si reca a casa della ragazza di cui le ha parlato Simona, una tale Gabriella. Questa ha un video che ritrae chiaramente l'ex Miss Parlamento intenta in balletti poco edificanti, con tanto di coro da stadio in sottofondo. La donna tenta di comprare il suo silenzio con la proposta di un provino per una parte in televisione, ma il tentativo va a vuoto. Poi si gioca la carta della pietà, cioè il fatto di avere un figlio che non può venire a sapere una cosa del genere sulla madre, ma la ragazza sembra irremovibile. Disperata e in un angolo, fa partire la minaccia: se deve finire pubblicata, avverte la ragazza che finirà male anche per lei. Gabriella, che per un momento aveva pensato di tacere, ora è più che mai decisa a cantare.
Dopo aver scoperto che dietro il blog “Guarda caso” si cela il giovane Giulio Venturi, figlio di Rocco ed Arianna, Notte e Scaglia decidono di andare a fargli visita. Dario tenta di mettere paura al blogger: c’è in ballo un danno di molti milioni di euro, più una denuncia per diffamazione. L'articolo sulla compagnia di Leonardo è frutto di una vendetta personale del giovane: vendicare la morte del padre e della madre, ammalatasi di cancro dopo essere stata scaricata senza tanti giri di parole. Il giovane, formatosi sotto la società Webegg di Gianroberto Casaleggio, ha sparso la notizia sull'enorme debito della compagnia di Leonardo, impedendo a quest'ultimo di quotarla in borsa. Tuttavia deve cedere alle pretese dei due.
Pietro e Tommaso passano il pomeriggio insieme a guardare filmati a casa Castello fino a sera. 

Leonardo fa i complimenti a Berlusconi per come abbia saputo resistere a tutti questi attacchi nel corso degli anni. Poco dopo Notte su un tablet guarda l'intervento dell'ex collega Lucio Corradi in aula in difesa di Berlusconi.
Ore 20.23. Leonardo accompagna Silvio fino al Quirinale dove si dà il cambio con Gianni Letta.
Per Pietro l'emozione è veramente troppa e alla fine la verità viene fuori: è il vero padre di Tommaso e si trova in carcere per omicidio. Una verità confessata in fretta e furia sulla porta di casa perché purtroppo l'ex sottosegretario ha un coprifuoco da rispettare.
Ore 20.58. Bosco, arrivato di fronte al carcere, sempre accompagnato da Bortolotti, cede di nuovo all'emotività e torna indietro per rivedere la donna che non ha mai dimenticato.
Davanti al Quirinale Notte e Rachele Manni osservano la folla in festa perché Berlusconi si è appena dimesso. L'ex pubblicitario riceve una telefonata più che positiva da Scaglia.
Giulia Castello, ora inviata di SKY, intervista Antonio di Pietro, ora in politica e leader di un movimento da lui stesso fondato, l'Italia dei Valori. A telecamera spenta, l'ex PM avvisa la giornalista di non voltarsi per via della presenza di un vecchio fantasma del passato che hanno in comune: Dario Scaglia, il quale accenna un lieve saluto alla sua ex che cade semplicemente nel vuoto. Dario poi va da quello che una volta era il suo idolo per dirgli di non farsi ingannare dall'esultanza della folla, per via della sua capacità di dimenticare in fretta le cose. Tutto ciò, ricorda l'ex collaboratore, era iniziato proprio nel '92 con l'inchiesta Mani Pulite e il lancio delle monetine a Bettino Craxi. Di Pietro si congeda con toni poco amichevoli da lui e se ne va.
A cena con il figlio per raccontargli delle "cene eleganti" di Arcore, Veronica scopre invece che Tommaso ha conosciuto tutta la verità sul suo vero padre. Poi gli chiede dove e quando ha visto Pietro, ma il giovane, ancora scosso per la vicenda, pianta in asso la madre al ristorante.
Davanti a Palazzo Chigi Silvio e Leonardo hanno un ultimo scambio di battute. E lì viene fuori la verità, cioè che il secondo ha tentato di manipolare il primo solo per tirare su i 30 milioni per calmare le banche. Tuttavia è riuscito ad estinguere il debito scommettendo in borsa tutte le disponibilità liquide e residue sul fallimento dell'Italia, con lo spread oltre 500 punti, per poi vincere. Notte gli rinfaccia di aver allontanato le persone che lavoravano con lui, che avevano una visione, per circondarsi di leccapiedi. Il Cavaliere cerca di recuperare terreno: lui ha sempre fatto quello che ha voluto, manipolarlo è impossibile. Un tentativo in extremis di riappropriarsi di un minimo di dignità in un momento del genere.
Pietro buca il rientro e si fa portare al ristorante, per chiarire le cose con Tommaso, ma trova solo Veronica. Scopriamo che in tutti quegli anni i due sono rimasti in contatto e si sono scritti parecchie volte. Lei ovviamente non è per niente contenta della sua scelta di dire la verità a Tommaso. Pietro poi accenna una “proposta indecente”, e lei scoppia a ridere. Sono ancora complici, si sono ritrovati e forse non si erano mai persi.
Per Leonardo, che è miracolosamente riuscito a uscirne indenne anche questa volta (debito estinto e ultimo confronto con Silvio decisamente vinto) è tempo di tornare a casa, come dice al fidato Dario dopo essersi fatto dare una sigaretta, una vera, e torna a Milano.